# Чемпионат Австрии по кёрлингу среди смешанных пар
Чемпионат Австрии по кёрлингу среди смешанных пар (нем. ÖSTM Mixed Doubles) — ежегодное соревнование австрийских смешанных пар (в команде один мужчина и одна женщина; англ. mixed doubles curling) по кёрлингу. Проводится с сезона 2008—2009, обычно в первой половине сезона, до Нового года. Организатором является Ассоциация кёрлинга Австрии (нем. Österreichischer Curling Verband).
Победитель чемпионата получает право до следующего чемпионата представлять Австрию на международной арене как смешанная парная сборная Австрии.

## Годы и команды-призёры
Состав указан в последовательности: женщина, мужчина.
| Сезон, даты                   | Город, арена                                    | Золото                                          | Серебро                                         | Бронза                                               | Место на чемпионате мира                        |                                                 |
| 2008—09 28—31 августа         | Кицбюэль, Sportpark                             | KCC 1 Карина Тот / Андреас Унтербергер          | KCC 2 Alexandra Bruckmiller / Florian Huber     | CC Traun 1 Jasmin Seidl / Manuel Seidl               | 21                                              |                                                 |
| 2009—10                       | чемпионат не проводился                         | чемпионат не проводился                         | чемпионат не проводился                         | чемпионат не проводился                              | 15                                              |                                                 |
| 2010—11 10—12 сентября        | Кицбюэль, Sportpark                             | CFÖ 3 Sonja Peichl / Thomas Peichl              | CFÖ 2 Tina Sauerstein / Markus Forejtek         | VCC 1 Eva Zepeski / ?? Marx                          | 21                                              |                                                 |
| 2011—12 9—11 сентября         | Кицбюэль, Sportpark                             | KCC 1 Клаудия Тот / Кристиан Рот                | CFÖ 2 Tina Sauerstein / Markus Forejtek         | CFÖ 3 Трауди Куделка / Маркус Шмитт                  | 3                                               |                                                 |
| 2012—13 9—11 ноября           | Кицбюэль, Sportpark                             | KCC 3 Клаудия Тот / Кристиан Рот                | KCC 2 Карина Тот / Себастьян Вундерер           | CFÖ 2 Tina Sauerstein / Markus Forejtek              | 8                                               |                                                 |
| 2013—14 7—10 ноября           | Кицбюэль, Sportpark                             | KCC 3 Клаудия Фишер / Кристиан Рот              | KCC 2 Карина Тот / Себастьян Вундерер           | CCT 1 Jasmin Seidl / Макс Шагерль                    | 8                                               |                                                 |
| 2014—15 26—28 октября         | Кицбюэль, Sportpark                             | KCC 3 Клаудия Фишер / Кристиан Рот              | KCC 2 Трауди Куделка / Андреас Унтербергер      | OCC 2 Вероника Хубер / Hartwig Zimmerl               | 26                                              |                                                 |
| 2015—16 15—17 января          | Кицбюэль, Sportpark                             | KCC 2 Карина Тот / Себастьян Вундерер           | KCC 1 Клаудия Фишер / Кристиан Рот              | KCC 4 Marijke Reitsma / Мартин Райхель               | 11                                              |                                                 |
| 2016—17 13—15 января          | ?                                               | DCCL Анна Вегхубер / Макс Шагерль               | KCC Клаудия Фишер / Кристиан Рот                | OCC 2 Ханна Августин / Gernot Higatzberger           | 24                                              |                                                 |
| 2017—18 8—10 декабря          | Кицбюэль, Sportpark                             | KCC 1 Celine Moser / Андреас Унтербергер        | KCC 2 Sara Haidinger / Lukas Kirchmair          | OCC 2 Ханна Августин / Gernot Higatzberger           | 32                                              |                                                 |
| 2018—19 6—9 декабря           | Кицбюэль, Sportpark                             | OCC Ханна Августин / Мартин Райхель             | KCC Celine Moser / Андреас Унтербергер          | CC Steyr Viktoria Scheiblehner / Gernot Higatzberger | 23                                              |                                                 |
| 2019—20 30 января — 2 февраля | Кицбюэль, Sportpark                             | KCC 1 Ханна Августин / Мартин Райхель           | KCC 3 Marijke Reitsma / Martin Seiwald          | KCC 4 Карина Тот / Себастьян Вундерер                | —                                               |                                                 |
| 2020—21                       | чемпионат не проводился из-за пандемии COVID-19 | чемпионат не проводился из-за пандемии COVID-19 | чемпионат не проводился из-за пандемии COVID-19 | чемпионат не проводился из-за пандемии COVID-19      | чемпионат не проводился из-за пандемии COVID-19 | чемпионат не проводился из-за пандемии COVID-19 |
| 2021—22 25—27 февраля         | Кицбюэль, Sportpark                             | KCC/OCC Ханна Августин / Мартин Райхель         | KCC 1 Astrid Pflügler / Маттеус Хофер           | KCC 3 Sara Haidinger / Martin Seiwald                | 17 (2023)                                       |                                                 |
| 2022—23 3—5 марта             | Кицбюэль, Sportpark                             | KCC 1 Astrid Pflügler / Маттеус Хофер           | KCC 2 Verena Pflügler / Johann Karg             | OCC/KCC 1 Ханна Августин / Мартин Райхель            | не прошли квалификацию на ЧМ 2024               |                                                 |

«KCC» — кёрлинг-клуб Kitzbühel CC (Кицбюэль)